# Хансон, Густав
Густав Хансон (англ. Gustav Hanson) — американский биатлонист, участник зимних Олимпийских игр 1960 года.

## Карьера
Единственным крупным международным стартом в карьере американца стали зимние Олимпийские игры 1960 года, которые проходили в калифорнийском Скво-Вэлли. Биатлон в современном виде тогда дебютировал в программе. До этого на довоенных Олимпиадах проводились соревнования военных патрулей.
В единственной гонке — индивидуальной — он показал 23-й результат. 20-километровую дистанцию он прошёл с 28-м временем из 30-ти участников, обогнав только представителей Великобритании. На стрельбище закрыл 11 мишеней из 20-ти, в результате чего к его времени были прибавлены 18 минут штрафа — по 2 минуты за каждую незакрытую мишень, но из-за более плохой стрельбы соперников смог подняться на 23-е место.

### Участие в Олимпийских играх
| Год  | Место проведения | Инд |
| 1960 | Скво-Вэлли       | 23  |